# Sonexay Siphandone
Sonexay Siphandone (laociano: ສອນໄຊ ສີພັນດອນ; 26 de janeiro de 1966) é um político laosiano e membro do Politburo do Partido Popular Revolucionário do Laos (PPRL). Em 30 de dezembro de 2022, o parlamento aprovou Sonexay Siphandone como primeiro-ministro (149 de 151 votos).
Sonexay nasceu em 1966. Ele é filho do ex-presidente do PPRL Khamtai Siphandon e irmão de Viengthong Siphandon. Ele foi eleito para o Comitê Central do Partido Revolucionário do Povo do Laos no 8º Congresso Nacional do Partido Revolucionário do Povo do Laos em 2006, e para o Politburo no 10º Congresso Nacional do Partido Revolucionário do Povo do Laos em 2016. Ele foi vice-primeiro-ministro de 2016 a 2022.